# Testőrség

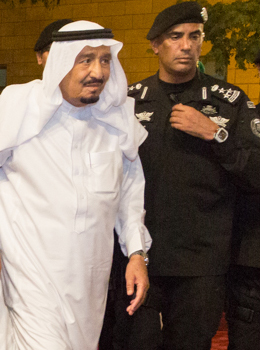
Szalman szaúdi király az egyik magántestőre mellett

A testőrség a testőrök csoportját jelentő testület, melynek főbb célja egy személy őrzése vagy védelmezése. A testőrség fogalma a testőrök személyzete, melyet kíséretnek vagy csak egyszerűen őrségnek is szoktak nevezni. Általában tanúkat, magas ranggal rendelkező személyeket, tiszteket, gazdag embereket és hírességeket szoktak védelmezni lopás, testi sértés, emberrablás, merénylet, zaklatás, fenyegetés vagy egyéb bűncselekmény veszélyétől. A kevésbé fontos közéleti személyeket vagy az alacsonyabb kockázati profillal rendelkezőket egyetlen testőr kísérheti.

## Felelősség
A testőrség köteles az általa védett VIP-személynek engedelmeskedni és teljesíteni, amit az elvár az őröktől. Ha az adott személy veszélyben érzi magát, a testőrség fegyveres erőket is alkalmazhat. Egyes testőrök a személyek gyermekeinek közvetlen védelmére specializálódtak, hogy megvédjék őket az esetleges emberrablástól vagy merénylettől. Egyes esetekben a testőrség páncélozott járművet használ, amely megvédi a testőrt és a védett személyt is. A járművet a testőrök sofőr nélkül vezethetik, viszont az autót nem hagyhatják felügyelet nélkül, mert utóbbi számos kockázattal járhat, például szabotálhatják, ellophatják a gépjárművet vagy robbanószereket csatolhatnak hozzá.

## Tévhitek

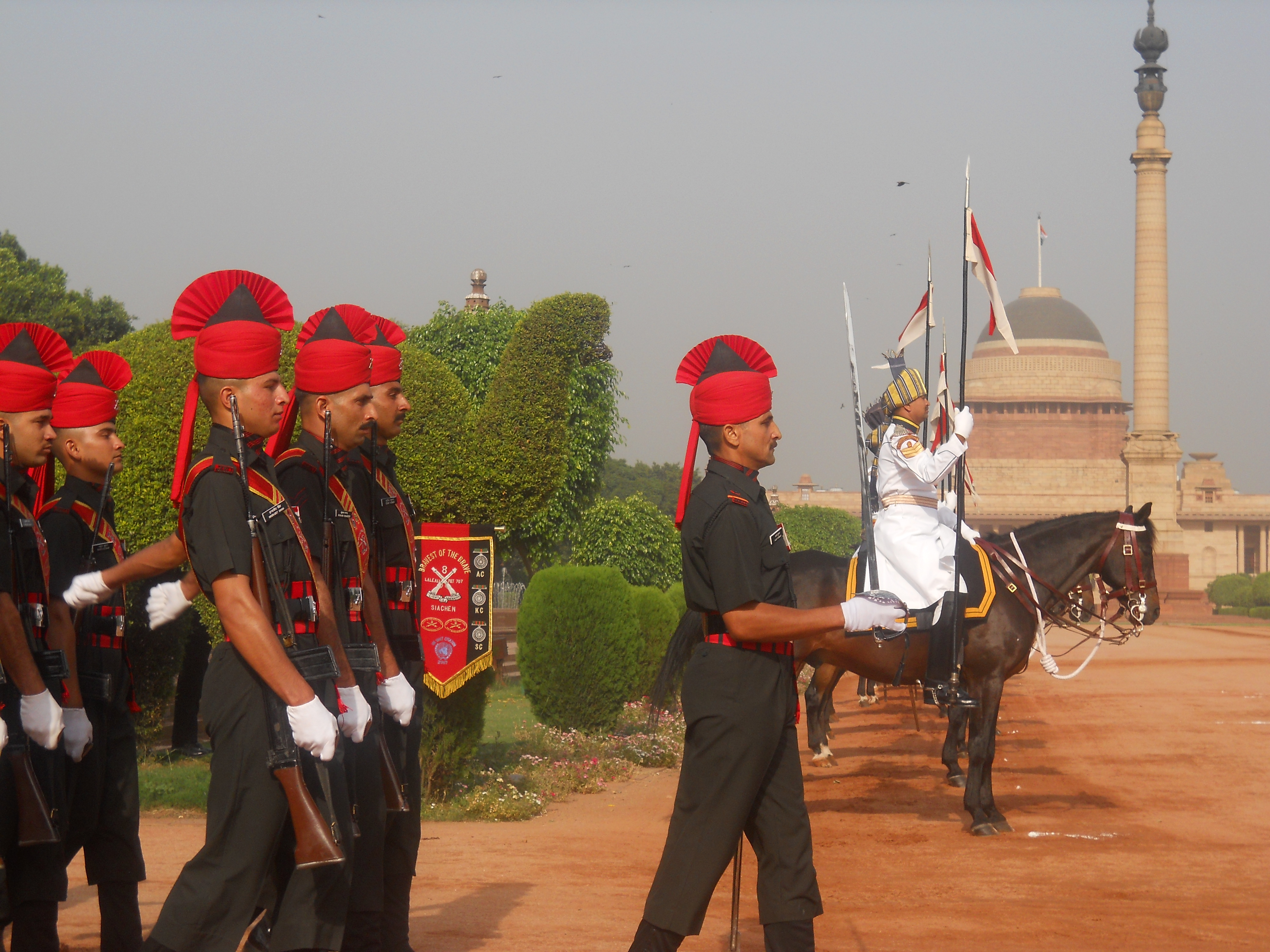
Az indiai elnök katonai testőrsége

A testőrség szerepét gyakran félreérti a közvélemény, mert a tipikus laikusok egyetlen kitettsége a testőrségnek általában a szakma erősen dramatizált akciófilmes ábrázolásában van, amelyben a testőröket tűzharcban ábrázolják. A filmvásznon látott izgalmas életstílussal szemben a valós testőr szerepe sokkal hétköznapibb.

## Történelme
A testőrség középkorban jelent meg és királyi személyek védelmével foglalkoztak. A világ első testőre I. Baszileiosz bizánci császár volt. A testőrség nem csak a középkorban, hanem a modernkorban is nagy szerepet játszik. Magyarországon 1760-1944 között úgynevezett magyar királyi testőrség jött létre, mely a mindenkori államfő, tágabb értelemben az állami vezetés őrzését és védelmét ellátó fegyőr- és díszcsapat volt.

## Fordítás
- Ez a szócikk részben vagy egészben  a   Bodyguard című angol Wikipédia-szócikk fordításán alapul.  Az eredeti cikk szerkesztőit annak laptörténete sorolja fel. Ez a jelzés csupán a megfogalmazás eredetét és a szerzői jogokat jelzi, nem szolgál a cikkben szereplő információk forrásmegjelöléseként.